# Diaea shirleyi
Diaea shirleyi là một loài nhện trong họ Thomisidae.
Loài này thuộc chi Diaea. Diaea shirleyi được Henry Roughton Hogg miêu tả năm 1922.